# クラウジオ・ホドリゲス・ゴメス
グーガ（Guga）ことクラウジオ・ホドリゲス・ゴメス（ポルトガル語: Cláudio Rodrigues Gomes、1998年8月29日 - ）は、ブラジルとポルトガルのサッカー選手。ポジションはDF。

## クラブ歴
リオデジャネイロ生まれ。5歳の時にフットサルを始め、サッカーに転向した。2008年から5年間をボタフォゴFRの下部組織で過ごし、2013年にアヴァイFCに移籍、2018年までの契約を結んだ。2017年にコパ・ド・ブラジルU-20で活躍、2018年1月8日にトップチームに昇格。2月15日にカンピオナート・カタリネンセでプロ初得点を記録。4月14日にカンピオナート・ブラジレイロ・セリエBでの初出場を記録した。5月26日にカンピオナート・ブラジレイロ・セリエB初得点を記録。
2018年12月28日にアトレチコ・ミネイロに移籍した。
2022年12月14日、フルミネンセFCに3年契約で移籍した。

## 私生活
彼のニックネームは彼の髪型がグスタボ・クエルテンに似ている事から名付けられた。